# Ригель (судно)
«Ригель» (норв. Rigel) – норвежский корабль, во время Второй мировой войны использовавшийся немцами как транспортное судно. Погиб 27 ноября 1944 года в ходе налёта английской авиации.

## История
В августе 1924 года датская судостроительная фирма Burmeister & Wains Maskin og Skibsbyggeri передала судно норвежской пароходной компании «Det Bergenske Dampskibsselskab», располагавшейся в Бергене. До 1938 года «Ригель» ходил в Южную Америку. В январе 1940 года корабль участвовал в конвое HN 9A, шедшем из Норвегии в Англию, а в марте того же года числился среди судов конвоя ON 17A, направлявшегося обратно в Норвегию.
После оккупации Норвегии немцами «Ригель» 16 августа 1940 года был реквизирован для нужд германских войск. Первоначально он ходил с норвежской командой и под норвежским флагом, но с ноября норвежских моряков сменили немецкие и над судном был поднят флаг Третьего рейха. 
26 ноября 1944 года «Ригель» вместе с двумя конвойными судами, выйдя из Будё, взял курс на юг. На следующий день возле острова Хьётта он был торпедирован и подвергся бомбардировке с английских самолётов, базировавшихся на авианосце «Имплекабл». В судно попало несколько бомб, из-за чего оно загорелось. Капитан направил его к берегу острова Русёйа, но вскоре оно затонуло. На его борту находилось 2838 человек, из которых выжили лишь 267. На корабле, помимо немецких солдат, перевозилось более двух тысяч советских и югославских военнопленных, а также около сотни немецких дезертиров.
Нос «Ригеля» два десятка лет торчал из воды. Летом 1969 года с судна были подняты тела погибших. Останки военнопленных были преданы земле на воинском кладбище острова Хьётта. В 1975 году остов судна был разобран компанией Høvding Skipsopphugging.